# Liban na Letnich Igrzyskach Olimpijskich 1996
Liban na Letnich Igrzyskach Olimpijskich 1996 reprezentowała  jedna zawodniczka. Był to 12 start reprezentacji Libanu na letnich igrzyskach olimpijskich.
Larissa Chouaib wystartowała w grze pojedynczej turnieju tenisa stołowego zajmując 49. miejsce.